# Alois Kosch
Alois Kosch (* 24. September 1907 in Görlitz, Provinz Schlesien; † 25. Dezember 1954 in Solbad Hall, Tirol) war ein deutscher Drogist, Künstler, Skilehrer, Autor und Arzt.

## Biografie
Geboren als Sohn des Tischlermeisters Alois Kosch und dessen Ehefrau Antonie in Görlitz besuchte Kosch die achtklassige Volksschule in Görlitz. Ein weiterer Schulbesuch auf dem Gymnasium war ihm aufgrund der Mittellosigkeit der Familie verwehrt. Er entschied sich für eine Ausbildung zum Drogisten und schloss diese 1924 mit Auszeichnung ab.
In den folgenden Jahren bereitete sich Kosch autodidaktisch auf das Abitur vor. Er finanzierte seinen Lebensunterhalt durch verschiedene künstlerische Tätigkeiten, darunter Schaufensterdekoration, Schriftenmalerei und den Verkauf von Kunstwerken wie Ölbildern und Radierungen. Er wurde Mitglied des Lausitzer Künstlerbundes und nahm an Ausstellungen teil, u. a 1933 in Bautzen mit dem Bild Blick ins Flachland an der 5. Ausstellung der Arbeitsgemeinschaft der Lausitzer Bildenden Künstler.
Neben seiner künstlerischen Laufbahn war Kosch auch sportlich aktiv und legte 1930 die amtliche Skilehrer-Prüfung ab. Ein Jahr später veröffentlichte er sein Skiwanderbuch des Isergebirges.
Sein Zeichentalent führte Kosch auf seinen Urgroßvater aus dem Altvatergebirge und seine Mutter zurück. In Görlitz besuchte er das Atelier von Johannes Wüsten, wo er seine Fähigkeiten weiterentwickelte.
In den 1930er Jahren veröffentlichte Kosch regelmäßig in der Heimat-Beilage des Neuen Görlitzer Anzeigers. Ab 1935 publizierte er in der Kosmos Franckh’schen Verlagshandlung Stuttgart eine Reihe von teilweise selbst illustrierten Ratgeberbüchern zur Pflanzen- und Tierbestimmung, die in mehrere Sprachen übersetzt millionenfach verkauft wurden und in der Reihe Kosmos-Naturführer zum Teil auch heute noch neu aufgelegt werden.
Nachdem er 1934 sein Abitur nachgeholt hatte, begann Kosch ein Medizinstudium in Breslau, das er später in Hamburg und Jena fortsetzte. 1939 bestand er die Ärztliche Prüfung mit der Note „Sehr gut“. Während seines Studiums in Jena verfasste er das Handbuch der deutschen Arzneipflanzen, das im selben Jahr im Springer-Verlag in Berlin erschien. Mit seinen Forschungen zu Arzneipflanzen promovierte Kosch. Nach Abschluss seines Studiums ließ er sich als Arzt in Innsbruck nieder. 

## Publikationen (Auswahl)
- Das Skiwanderbuch des Isergebirges, Hrsg. im Auftrag des Schlesischen Skibundes, A. Werner’s Buchdruckerei, Landeshut in Schlesien 1931
- Die Praxis des modernen Kupferstiches, Hartleben, Wien 1932
- Was blüht denn da? – Tabellen zum Bestimmen von 500 wichtigen Pflanzen nach ihren Blüten, Franckh’sche Verlagshandlung, Stuttgart 1935
- mit H. R. Wehrhahn, W. Goetz und G. Stehli: Was find ich in den Alpen? – Tiere, Pflanzen, Gesteine, Franckh’sche Verlagshandlung, Stuttgart 1937
- mit Heinrich Frieling: Was find ich am Strande? – Tabellen zum Bestimmen von nahezu 300 Pflanzen u. Tieren am deutschen Meeresstrand, Franckh’sche Verlagshandlung, Stuttgart 1937
- Welcher Baum ist das? – Tabellen zum Bestimmen der heimischen und eingeführten Holzgewächse Mitteleuropas, Franckh’sche Verlagshandlung, Stuttgart
- Was find ich da? – Tabellen zum Bestimmen von Pilzen, Beeren und Wildgemüse, Franckh’sche Verlagshandlung, Stuttgart 1935
- mit Wilhelm H. J. Götz: Was fliegt denn da? – Tabellen zur Bestimmung der Vögel Mitteleuropas, Franckh’sche Verlagshandlung, Stuttgart 1936
- Handbuch der deutschen Arzneipflanzen, J. Springer, Berlin, 1939
- Die Massage des Skiläufers, H. Kapri & Co., Wien 1934
- mit Henry Hoek: Wie lerne ich Schilaufen?, 96. Aufl., Bergverlag Rother, München 1944
- mit Walter Schmidkunz: Zwoa Brettl, a gführiger Schnee – Das große Ski-Einmaleins Richters, Erfurt 1937
- Das kleine Ski-Einmaleins, Gebrüder Richters, Erfurt 1936